# Marchantiopsida
Classe
Les hépatiques à thalles (Marchantiopsida) forment une classe de plantes hépatiques ou marchantiophytes (division Hepaticophyta ou Marchantiophyta)
Ce groupe qui constitue la lignée la plus primitive des hépatiques comprend environ 485 espèces.

## Liste des sous-classes, ordres et familles
Selon NCBI (28 sept. 2016) :
- sous-classe Blasiidae
  - ordre Blasiales
    - famille Blasiaceae
- sous-classe Marchantiidae
  - ordre Lunulariales
    - famille Lunulariaceae avec la lunulaire (Lunularia cruciata)

  - order Marchantiales
    - famille Aytoniaceae
    - famille Cleveaceae
    - famille Conocephalaceae
    - famille Corsiniaceae
    - famille Cyathodiaceae
    - famille Dumortieraceae
    - famille Exormothecaceae
    - famille Marchantiaceae avec l'hépatique des fontaines (Marchantia polymorpha)
    - famille Monocarpaceae
    - famille Monocleaceae
    - famille Monosoleniaceae
    - famille Oxymitraceae
    - famille Ricciaceae avec Riccia fluitans
    - famille Targioniaceae
    - famille Wiesnerellaceae

  - ordre Neohodgsoniales
    - famille Neohodgsoniaceae

  - ordre Sphaerocarpales
    - famille Riellaceae
    - famille Sphaerocarpaceae